# کونوفوئه
کونوفوئه (به ژاپنی: 近衛府 このえふ)، یکی از مقام‌های دولتی تحت سیستم ریتسوریو. یک مقام دولتی خارج از ضوابط. در سال اول تنپیو جینگو (۷۶۵)، جوتو به کونوئه فو تغییر نام داد و در سال دوم دایدو (۸۰۷)، کونوئه فو به ساکونوئه فو و ناکای فو به اوکونو فو تغییر نام داد. شخص بود که در دربار امپراتوری همراه با نگهبانی نظامی نگهبانی می‌داد، در مراسم صبحگاهی شرکت می‌کرد و در مراسم تشریفات نذری می‌داد.